# National Rugby League 1929
La New South Wales Rugby Football League de 1929 fue la vigésimo segunda temporada del torneo de rugby league más importante de Australia.

## Formato
Los clubes se enfrentaron en una fase regular de todos con todos, los primeros cuatro clasificados disputaron las semifinales por el título.
Se otorgaron 2 puntos por el triunfo, 1 por el empate y ninguno por la derrota.

## Desarrollo

### Tabla de posiciones
| Pos. | Equipo            | Encuentros | Encuentros | Encuentros | Encuentros | Tantos | Tantos | Tantos | Puntos |
| Pos. | Equipo            | PJ         | PG         | PE         | PP         | F      | C      | Dif    | Puntos |
| ---- | ----------------- | ---------- | ---------- | ---------- | ---------- | ------ | ------ | ------ | ------ |
| 1    | South Sydney      | 16         | 13         | 1          | 2          | 296    | 104    | +192   | 31     |
| 2    | St. George        | 16         | 11         | 1          | 4          | 180    | 147    | +33    | 27     |
| 3    | Western Suburbs   | 16         | 10         | 2          | 4          | 258    | 153    | +105   | 26     |
| 4    | Newtown           | 16         | 10         | 0          | 6          | 188    | 169    | +19    | 24     |
| 5    | North Sydney      | 16         | 6          | 3          | 7          | 194    | 211    | -17    | 19     |
| 6    | Balmain           | 16         | 6          | 1          | 9          | 213    | 259    | -46    | 17     |
| 7    | Eastern Suburbs   | 16         | 4          | 2          | 10         | 203    | 269    | -66    | 14     |
| 8    | Glebe             | 16         | 3          | 3          | 10         | 166    | 261    | -95    | 13     |
| 9    | Sydney University | 16         | 2          | 1          | 13         | 157    | 282    | -125   | 9      |

|  | Semifinalistas. |

#### Semifinales
| 7 de septiembre | Newtown Jets | 8 - 7 | St. George |  |  |

| 7 de septiembre | South Sydney | 22 - 10 | Western Suburbs |  |  |

#### Final
| 14 de septiembre | South Sydney | 30 - 10 | Newtown Jets |  |  |

| Bandera de Australia |
| Campeón South Sydney |
| Noveno título        |